# مير حسام (بشت أربابا)
میر حسام (بالفارسية: میرحسام) هي قرية تقع في إيران في قسم بشت أربابا الريفي. يقدر عدد سكانها بـ 103 نسمة بحسب إحصاء 2016.